# Fontaine des Lions (Plauzat)
Pour les articles homonymes, voir Fontaine des Lions.
La fontaine des Lions est une fontaine située sur la commune de Plauzat.

## Historique
La fontaine est située juste devant l'église Saint-Pierre de Plauzat. Elle a été sculptée par le Clermontois Henri Gourgouillon.

## Description
La fontaine est en pierre de Volvic.